# بلينفيلد (نيوجيرسي)
بلينفيلد (بالإنجليزية: Plainfield city, New Jersey)‏ هي مدينة تقع بولاية نيوجيرسي في الولايات المتحدة. تبلغ مساحتها 15.46 كم2، وترتفع عن سطح البحر 28.956000000000003 م، بلغ عدد سكانها 49,808 نسمة في عام 2010 حسب إحصاء مكتب تعداد الولايات المتحدة وتصل الكثافة السكانية فيها 3,221.7 نسمة لكل كيلومتر مربع (8,344.2/ميل2).

## التركيبة السكانية
حدّد مكتب تعداد الولايات المتحدة بيانات التركيبة السكانية لبلينفيلد في تعداد الولايات المتحدة. في ما يلي، التركيبة السكانية حسب تعدادي 2000 و2010.

### تعداد عام 2000
بلغ عدد سكان بلينفيلد 47,829 نسمة بحسب تعداد عام 2000، وبلغ عدد الأسر 15,137 أسرة وعدد العائلات 10,898 عائلة مقيمة في المدينة. في حين سجلت الكثافة السكانية 3,093.7 نسمة لكل كيلومتر مربع (8,012.6/ميل2). وبلغ عدد الوحدات السكنية 16,180 وحدة بمتوسط كثافة قدره 1,046.6 لكل كيلومتر مربع (2,710.7/ميل2).
وتوزع التركيب العرقي للمدينة بنسبة 21.45% من البيض و61.78% من الأمريكيين الأفارقة و0.41% من الأمريكيين الأصليين و0.93% من الأمريكيين ذوي الأصول الآسيوية و0.10% من سكان جزر المحيط الهادئ و10.78% من الأعراق الأخرى و4.55% من عرقين مختلطين أو أكثر و25.16% من الهسبانيون أو اللاتينيون من أي عرق.
بلغ عدد الأسر 15,137 أسرة كانت نسبة 44.6% منها لديها أطفال تحت سن الثامنة عشر تعيش معهم، وبلغت نسبة الأزواج القاطنين مع بعضهم البعض 39.3% من أصل المجموع الكلي للأسر، ونسبة 24.5% من الأسر كان لديها معيلات من الإناث دون وجود شريك، بينما كانت نسبة 8.2% من الأسر لديها معيلون من الذكور دون وجود شريكة وكانت نسبة 28% من غير العائلات. تألفت نسبة 21.1% من أصل جميع الأسر من عدة أفراد يعيشون في نفس المنزل ونسبة 7.4% كانت تتألف من شخص يعيش بمفرده يبلغ من العمر 65 عاماً أو أكثر. وبلغ متوسط حجم الأسرة المعيشية 3.10، أما متوسط حجم العائلات فبلغ 3.49.
بلغ العمر الوسطي للسكان 32.8 عاماً. وكانت نسبة 27.5% من القاطنين تحت سن الثامنة عشر، وكانت نسبة 10.1% بين الثامنة عشر والرابعة والعشرين عاماً، ونسبة 32.2% كانت واقعةً في الفئة العمرية ما بين الخامسة والعشرين والرابعة والأربعين عاماً، ونسبة 20% كانت ما بين الخامسة والأربعين والرابعة والستين، ونسبة 8.4% كانت ضمن فئة الخامسة والستين عاماً فما فوق. يوجد لكل 100 أنثى 95.7 ذكر، ويوجد لكل 100 أنثى في الثامنة عشر من عمرها فما فوق 92.1 ذكر.
بلغ متوسط دخل الأسرة في المدينة 46,683 دولارًا، أما متوسط دخل العائلة فبلغ 50,774 دولارًا. وكان متوسط دخل الذكور 33,460 دولارًا مقابل 30,408 دولارًا للإناث. وسجل دخل الفرد الخاص بالمدينة 19,052 دولارًا. وكانت نسبة 12.2% من العائلات ونسبة 15.9% من السكان تحت خط الفقر، وكان من هؤلاء نسبة 21.7% تحت سن الثامنة عشر ونسبة 12.6% في الخامسة والستين من العمر وما فوق.

### تعداد عام 2010
بلغ عدد سكان بلينفيلد 49,808 نسمة بحسب تعداد عام 2010، وبلغ عدد الأسر 15,180 أسرة وعدد العائلات 10,877 عائلة مقيمة في المدينة. في حين سجلت الكثافة السكانية 3,221.7 نسمة لكل كيلومتر مربع (8,344.2/ميل2). وبلغ عدد الوحدات السكنية 16,621 وحدة بمتوسط كثافة قدره 1,075.1 لكل كيلومتر مربع (2,784.5/ميل2).
وتوزع التركيب العرقي للمدينة بنسبة 23.54% من البيض و50.20% من الأمريكيين الأفارقة و0.91% من الأمريكيين الأصليين و0.95% من الأمريكيين ذوي الأصول الآسيوية و0.05% من سكان جزر المحيط الهادئ و20.13% من الأعراق الأخرى و4.21% من عرقين مختلطين أو أكثر و40.37% من الهسبانيون أو اللاتينيون من أي عرق.
بلغ عدد الأسر 15,180 أسرة كانت نسبة 43.6% منها لديها أطفال تحت سن الثامنة عشر تعيش معهم، وبلغت نسبة الأزواج القاطنين مع بعضهم البعض 37.9% من أصل المجموع الكلي للأسر، ونسبة 24.1% من الأسر كان لديها معيلات من الإناث دون وجود شريك، بينما كانت نسبة 9.7% من الأسر لديها معيلون من الذكور دون وجود شريكة وكانت نسبة 28.3% من غير العائلات. تألفت نسبة 21.3% من أصل جميع الأسر من عدة أفراد يعيشون في نفس المنزل ونسبة 7.6% كانت تتألف من شخص يعيش بمفرده يبلغ من العمر 65 عاماً أو أكثر. وبلغ متوسط حجم الأسرة المعيشية 3.23، أما متوسط حجم العائلات فبلغ 3.60.
بلغ العمر الوسطي للسكان 33.3 عاماً. وكانت نسبة 25.8% من القاطنين تحت سن الثامنة عشر، وكانت نسبة 10.5% بين الثامنة عشر والرابعة والعشرين عاماً، ونسبة 30.7% كانت واقعةً في الفئة العمرية ما بين الخامسة والعشرين والرابعة والأربعين عاماً، ونسبة 23.5% كانت ما بين الخامسة والأربعين والرابعة والستين، ونسبة 9.5% كانت ضمن فئة الخامسة والستين عاماً فما فوق. وتوزع التركيب الجنسي للسكان بنسبة 50.3% ذكور و49.7% إناث.

## وصلات خارجية
- الموقع الرسمي